# Пищатинська сільська рада
Пища́тинська сільська́ ра́да — колишня адміністративно-територіальна одиниця та орган місцевого самоврядування в Борщівському районі Тернопільської області. Адміністративний центр — с. Пищатинці.

## Загальні відомості
- Територія ради: 3,467 км²
- Населення ради: 744 особи (станом на 2001 рік)
- Територією ради протікає річка Нічлава

30 червня 2016 р. увійшла до складу Борщівської міської ради.

## Населені пункти
Сільській раді були підпорядковані населені пункти:
- с. Пищатинці

## Населення
За переписом населення України 2001 року в сільській раді мешкало 730 осіб.

### Мова
Розподіл населення за рідною мовою за даними перепису 2001 року:
| Мова       | Відсоток |
| ---------- | -------- |
| українська | 99,33 %  |
| молдовська | 0,54 %   |
| російська  | 0,13 %   |

## Склад ради
Рада складається з 15 депутатів та голови.
- Голова ради: Колач Михайло Йосифович
- Секретар ради: Стангрет Олег Петрович

### Керівний склад попередніх скликань
| Прізвище, ім'я, по батькові | Основні відомості                                    | Дата обрання | Дата звільнення |
| --------------------------- | ---------------------------------------------------- | ------------ | --------------- |
| Колач Михайло Йосифович     | Сільський голова, 1968 року народження, безпартійний | 26.03.2006   | 31.10.2010      |

Колач Михайло Йосифович        Сільський голова, 1968 р.н. безпартійний, освіта  вища    01.11.2010             25.10.2015.
Колач Михайло Йосифовий       Сільський голова, 1968 р.н. безпартійний, освіта вища      26.10.2015              -----------
Примітка: таблиця складена за даними сайту Верховної Ради України

### Депутати
За результатами місцевих виборів 2010 року депутатами ради стали:

#### За суб'єктами висування
| Суб'єкт висування | Кількість обраних депутатів | %   |
| ----------------- | --------------------------- | --- |
| Самовисування     | 15                          | 100 |

#### За округами
| № округу | Прізвище, ім'я, по батькові     | Дата визнання обраним | Освіта             | Партійна приналежність | Відомості про обраного депутата     |
| -------- | ------------------------------- | --------------------- | ------------------ | ---------------------- | ----------------------------------- |
| 1        | Буга Сергій Іванович            | 01.11.2010            | незакінчена вища   | позапартійний          | студент                             |
| 2        | Соловій Іван Васильович         | 01.11.2010            | вища               | позапартійний          | м. Борщів Агротехколедж, викл.      |
| 3        | Герман Андрій Іванович          | 01.11.2010            | незакінчена вища   | позапартійний          | тимчасово не працює                 |
| 4        | Кулешко Іван Іванович           | 01.11.2010            | незакінчена вища   | позапартійний          | м. Борщів «Борщів газ», газозварник |
| 5        | Кормиш Іван Дмитрович           | 01.11.2010            | незакінчена вища   | позапартійний          | м. Борщів «Борщів газ», слюсар      |
| 6        | Процайло Іван Іванович          | 01.11.2010            | вища               | позапартійний          | тимчасово не працює                 |
| 7        | Чернега Василь Іванович         | 01.11.2010            | вища               | позапартійний          | Борщівтеплоцентр, пП                |
| 8        | Тимків Іван Миколайович         | 01.11.2010            | середня спеціальна | позапартійний          | м. Борщів «Борщів газ», водій       |
| 9        | Мельничук Іван Михайлович       | 01.11.2010            | вища               | позапартійний          | м. Борщів «Борщів газ», майстер     |
| 10       | Снігур Олег Володимирович       | 01.11.2010            | незакінчена вища   | позапартійний          | тимчасово не працює                 |
| 11       | Стангрет Олег Петрович          | 01.11.2010            | вища               | позапартійний          | С.Пищатинці с/рада, секретар        |
| 12       | Кричковський Петро Петрович     | 01.11.2010            | середня спеціальна | позапартійний          | Борщівське АТП 16138, водій         |
| 13       | Сельський Андрій Васильович     | 01.11.2010            | вища               | позапартійний          | тимчасово не працює                 |
| 14       | Соловій Володимир Васильович    | 01.11.2010            | вища               | позапартійний          | М.борщів УЕГГ, майстер              |
| 15       | Петровський Ярослав Ярославович | 01.11.2010            | вища               | позапартійний          | М.Борщів РЕМ, контр.                |